# Fastperiodische Funktion
Fastperiodische Funktionen werden im mathematischen Teilgebiet der harmonischen Analyse betrachtet. Es handelt sich dabei um auf Gruppen definierte Funktionen, die bis auf eine kleine Abweichung periodisch sind. Sie wurden 1924/1925 von Harald Bohr eingeführt und erwiesen sich als wichtiges Werkzeug zur Untersuchung der Darstellungstheorie von Gruppen, insbesondere ihrer endlichdimensionalen Darstellungen. Letzteres wurde mit einer leicht abgeänderten Definition von Hermann Weyl ausgeführt, eine weitere Variante geht auf John von Neumann zurück.

## Fastperiodische Funktionen nach Bohr
Bohr verallgemeinerte den Begriff der auf der Menge {\displaystyle \mathbb {R} } der reellen Zahlen definierten periodischen Funktion. Zur Erinnerung heißt eine Funktion {\displaystyle f\colon \mathbb {R} \rightarrow \mathbb {C} } periodisch mit Periode {\displaystyle \tau >0}, falls {\displaystyle f(x+\tau )=f(x)} für alle {\displaystyle x\in \mathbb {R} }, wie es von den Funktionen Sinus und Kosinus bekannt ist. Eine solche Zahl {\displaystyle \tau } nennt man eine Periode. Offenbar sind auch ganzzahlige Vielfache solcher Perioden wieder Perioden. Daher gibt es in jedem abgeschlossenen Intervall {\displaystyle [a,a+\tau ]} der Länge {\displaystyle \tau } eine solche Periode.
Eine stetige Funktion {\displaystyle f\colon \mathbb {R} \rightarrow \mathbb {C} } heißt fastperiodisch (nach Bohr), falls es zu jedem {\displaystyle \varepsilon >0} eine Zahl {\displaystyle L_{\varepsilon }>0} gibt, so dass in jedem Intervall {\displaystyle [a,a+L_{\varepsilon }]} der Länge {\displaystyle L_{\varepsilon }} eine Zahl {\displaystyle \tau } enthalten ist, so dass
{\displaystyle |f(x+\tau )-f(x)|<\varepsilon } für alle reellen Zahlen {\displaystyle x}.
Nach obiger Ausführung ist jede stetige, periodische Funktion offenbar fastperiodisch. Im Weiteren nennt man solche Funktionen präziser fastperiodisch nach Bohr, um sie von den nachfolgenden Varianten zu unterscheiden.

## Fastperiodische Funktionen nach Weyl
Die hier vorgestellte Variante geht auf Hermann Weyl zurück. Die Definition hat einen etwas komplizierteren Aufbau, lässt sich aber für beliebige Gruppen formulieren.

### Definition
Eine auf einer Gruppe {\displaystyle G} definierte Funktion  {\displaystyle f\colon G\rightarrow \mathbb {C} } heißt fastperiodisch, wenn es zu jedem {\displaystyle \varepsilon >0} endlich viele paarweise disjunkte Mengen {\displaystyle A_{1},\ldots ,A_{n}\subset G} gibt mit
{\displaystyle G=A_{1}\cup \ldots \cup A_{n}} und
{\displaystyle |f(axb)-f(ayb)|<\varepsilon } für alle {\displaystyle a,b\in G,\,x,y\in A_{i},\,i\in \{1,\ldots ,n\}}.
Diese Abschätzung gilt also, wenn nur {\displaystyle x} und {\displaystyle y} aus demselben Teil {\displaystyle A_{i}} der Gruppe stammen.
Bei dieser Definition ist auch im Falle {\displaystyle G=\mathbb {R} } nicht klar, dass periodische Funktionen fastperiodisch sind, und für unstetige Funktionen ist das sogar falsch. Die Beziehung zu Bohrs Definition, die sich ausdrücklich auf stetige Funktionen bezieht, sieht so aus: Auf der Gruppe {\displaystyle \mathbb {R} } stimmen die fastperiodischen Funktionen nach Bohr mit den stetigen, fastperiodischen Funktionen überein, insbesondere sind stetige, periodische Funktionen fastperiodisch.
Vielfache, komplex Konjugierte, Summen und Produkte von fastperiodischen Funktionen sind wieder fastperiodisch, ebenso gleichmäßige Grenzwerte von Folgen fastperiodischer Funktionen. Die Menge {\displaystyle AP(G)} der fastperiodischen Funktionen bildet also eine abgeschlossene Funktionenalgebra, sogar eine C*-Algebra.

### Mittelwerte
In der Darstellungstheorie endlicher Gruppen {\displaystyle G=\{x_{1},\ldots ,x_{n}\}} bildet man zu Funktionen {\displaystyle f\colon G\rightarrow \mathbb {C} } gemittelte Summen {\displaystyle \textstyle {\frac {1}{n}}\sum _{i=1}^{n}f(x_{i})}. Für unendliche Gruppen kann man derartige Mittelwerte noch für fastperiodische Funktionen erhalten, es gilt der
Mittelwertsatz:
Zu jeder fastperiodischen Funktion {\displaystyle f\colon G\rightarrow \mathbb {C} } existiert eine eindeutig bestimmte Zahl {\displaystyle M(f)}, der sogenannte Mittelwert von {\displaystyle f}, so dass es zu jedem {\displaystyle \varepsilon >0} endlich viele {\displaystyle x_{1},\ldots ,x_{n}\in G} gibt mit
{\displaystyle \left|M(f)-{\frac {1}{n}}\sum _{i=1}^{n}f(ax_{i}b)\right|<\varepsilon } für alle {\displaystyle a,b\in G}.
Der Beweis verwendet eine geschickte Auswahl von Unterteilungen der Gruppe, wie sie in obiger Definition der Fastperiodizität vorkamen; bei diesem mehr oder weniger kombinatorischen Vorgehen kommt der Heiratssatz zum Einsatz.
Der Mittelwert ist linear und monoton und es ist {\displaystyle M(1_{G})=1}, wobei mit {\displaystyle 1_{G}} die konstante Funktion mit Wert 1 auf {\displaystyle G} bezeichnet sei. Man kann den Mittelwert daher wie ein Integral verwenden. Sind etwa {\displaystyle f,g\colon G\rightarrow \mathbb {C} } zwei fastperiodische Funktionen, so ist durch
{\displaystyle \langle f,g\rangle :=M(f\cdot {\overline {g}})}
ein Skalarprodukt definiert, das {\displaystyle AP(G)} zu einem Prähilbertraum macht.

### Hauptsatz über fastperiodische Funktionen
Die Gruppe {\displaystyle G} operiert auf {\displaystyle AP(G)} durch die Formel
{\displaystyle (x\cdot f)(y):=f(yx),\,x,y\in G,f\in AP(G)},
das heißt {\displaystyle AP(G)} wird zu einem {\displaystyle G}-Modul, der bzgl. der gleichmäßigen Konvergenz abgeschlossen ist. Ein Untermodul heißt invariant, wenn er unter der Gruppenoperation abgeschlossen ist, er heißt abgeschlossen, wenn er bzgl. der gleichmäßigen Konvergenz abgeschlossen ist, und er heißt irreduzibel, wenn er außer dem Nullmodul und sich selbst keine weiteren invarianten Untermoduln enthält. Indem man die oben eingeführte Prähilbertraumstruktur verwendet, kann man den sogenannten Hauptsatz über fastperiodische Funktionen zeigen:
Jeder abgeschlossene, invariante Untermodul von {\displaystyle AP(G)} ist gleichmäßiger Abschluss einer Vektorraumsumme endlichdimensionaler, invarianter, irreduzibler Untermoduln.
Damit beherrscht man die Darstellungstheorie, wenn {\displaystyle AP(G)} nur ausreichend reichhaltig ist. In Extremfällen kann {\displaystyle AP(G)} allerdings aus nur den konstanten Funktionen bestehen, dann ist der Hauptsatz trivial. Ist {\displaystyle G} eine kompakte Gruppe, so kann man zeigen, dass jede stetige Funktion {\displaystyle G\rightarrow \mathbb {C} } fastperiodisch ist, was dann zur bekannten Darstellungstheorie kompakter Gruppen führt, insbesondere ist der Fall endlicher Gruppen enthalten.

## Fastperiodische Funktionen nach von Neumann
J. von Neumann hat unter Verwendung des Haarschen Maßes, das den bisher beschriebenen Entwicklungen noch nicht zur Verfügung stand, einen anderen Zugang gefunden, der insbesondere das Wesen obigen Mittelwertes klärt.
Ist {\displaystyle f\colon G\rightarrow \mathbb {C} } eine Abbildung auf einer Gruppe und ist {\displaystyle x\in G}, so seien die Funktionen {\displaystyle f_{x}} und {\displaystyle {}_{x}f\colon G\rightarrow \mathbb {C} } durch die Formeln {\displaystyle f_{x}(y):=f(xy),{}_{x}f(y):=f(yx),y\in G} definiert. Eine beschränkte Funktion {\displaystyle G\rightarrow \mathbb {C} } ist nun genau dann fastperiodisch, wenn die Mengen {\displaystyle \{f_{x}\colon x\in G\}} und {\displaystyle \{{}_{x}f\colon x\in G\}} im metrischen Raum der beschränkten Funktionen {\displaystyle G\rightarrow \mathbb {C} } mit der mittels der Supremumsnorm definierten Metrik totalbeschränkt sind.
Diese Bedingung ist von Neumanns Definition. Mit diesem Ansatz konnte von Neumann unter anderem zeigen, dass jede kompakte Gruppe, die als topologischer Raum eine (endlichdimensionale) topologische Mannigfaltigkeit ist, eine Liegruppe ist, was das fünfte Hilbertsche Problem für kompakte Gruppen löste.
Der Mittelwert, der die oben beschriebene Theorie erst ermöglichte, ergibt sich hier wie folgt. Zunächst zeigt man, dass es zu jeder topologischen Gruppe {\displaystyle G} eine kompakte Gruppe {\displaystyle \Sigma } und einen stetigen Gruppenhomomorphismus {\displaystyle \alpha \colon G\rightarrow \Sigma } mit folgender universeller Eigenschaft gibt:
Zu jedem stetigen Gruppenhomomorphismus {\displaystyle {\tilde {\alpha }}\colon G\rightarrow {\tilde {\Sigma }}} in eine kompakte Gruppe {\displaystyle {\tilde {\Sigma }}} gibt es genau einen stetigen Gruppenhomomorphismus {\displaystyle \beta \colon \Sigma \rightarrow {\tilde {\Sigma }}}, so dass {\displaystyle {\tilde {\alpha }}=\beta \circ \alpha }.
Eine solche kompakte Gruppe {\displaystyle \Sigma } ist bis auf Isomorphie eindeutig bestimmt und heißt die zu {\displaystyle G} assoziierte kompakte Gruppe oder die Bohr-Kompaktifizierung von {\displaystyle G}. Ferner kann man zeigen, dass eine beschränkte Funktion {\displaystyle f\colon G\rightarrow \mathbb {C} } genau dann fastperiodisch ist, wenn es eine Funktion {\displaystyle {\tilde {f}}\colon \Sigma \rightarrow \mathbb {C} } mit {\displaystyle f={\tilde {f}}\circ \alpha } gibt. Mit diesen Begriffen gilt für eine fastperiodische Funktion {\displaystyle f\colon G\rightarrow \mathbb {C} }:
Die abgeschlossene, konvexe Hülle aller Funktionen {\displaystyle {}_{x}f,x\in G} enthält genau eine konstante Funktion, und diese hat den Wert {\displaystyle M(f)}. Ist {\displaystyle \mu _{\Sigma }} das auf 1 normierte Haarsche Maß, so gilt {\displaystyle \textstyle M(f)=\int _{\Sigma }{\tilde {f}}\,\mathrm {d} \mu _{\Sigma }}.
Damit ergibt sich der Mittelwert hier auf ganz natürliche Weise. Die weitere oben angedeutete Theorie kann nun auf diesem Mittelwert aufgebaut werden.
Ein noch abstrakterer Zugang findet sich in . Die Menge der beschränkten fastperiodischen Funktionen {\displaystyle AP(G)} auf einer Gruppe {\displaystyle G} bildet eine kommutative C*-Algebra mit Einselement, diese ist nach dem Satz von Gelfand-Neumark isometrisch isomorph zu einer Algebra {\displaystyle C(\Sigma )} stetiger Funktionen auf einem kompakten Raum {\displaystyle \Sigma }, der mit dem Raum aller Homomorphismen der kommutativen C*-Algebra nach {\displaystyle \mathbb {C} } identifiziert werden kann (siehe Gelfand-Transformation). Da die Punktauswertungen {\displaystyle f\mapsto f(x)} für jedes {\displaystyle x\in G} ein solcher Homomorphismus {\displaystyle \varphi _{x}} ist, erhält man eine Abbildung {\displaystyle \alpha \colon G\rightarrow \Sigma ,x\mapsto \varphi _{x}}. Von dieser kann man zeigen, dass sie stetig ist und dass sich die Gruppenoperation von {\displaystyle G} auf {\displaystyle \Sigma } fortsetzt. Damit ist die zu {\displaystyle G} assoziierte Gruppe (s. o.) konstruiert.
Für eine lokalkompakte, abelsche Gruppe {\displaystyle G} kann die assoziierte, kompakte Gruppe wie folgt konstruiert werden. Sei {\displaystyle {\hat {G}}} die Dualgruppe, {\displaystyle {\hat {G}}_{d}} sei dieselbe Gruppe, aber versehen mit der diskreten Topologie, so dass die Abbildung {\displaystyle \mathrm {id} _{G}:{\hat {G}}_{d}\rightarrow {\hat {G}}} stetig ist. Wendet man darauf die Pontrjagin-Dualität an, erhält man eine stetige Abbildung {\displaystyle \alpha \colon {\hat {\hat {G}}}\rightarrow {\widehat {{\hat {G}}_{d}}}}. Nach dem Dualitätssatz von Pontrjagin ist die linke Seite isomorph zu {\displaystyle G} und die rechte Seite als Dualgruppe einer diskreten Gruppe kompakt.
Die assoziierte, kompakte Gruppe ergibt sich also erneut auf ganz natürlich Weise.

## Weitere Begriffe fastperiodischer Funktionen
Die definierende Bedingung in Bohrs Definition der fastperiodischen Funktion kann als
{\displaystyle \|f_{\tau }-f\|_{\infty }=\sup _{x\in \mathbb {R} }\left|f(x+\tau )-f(x)\right|<\varepsilon }
geschrieben werden, wobei {\displaystyle f_{\tau }} durch {\displaystyle f_{\tau }(x):=f(x+\tau )} definiert sei. Indem man die Norm {\displaystyle \|\cdot \|_{\infty }} durch andere Abstandsbegriffe ersetzt, kommt man zu anderen Definitionen. Dies ist von einigen Autoren umgesetzt worden, die damit insbesondere eine Verallgemeinerung auf unstetige Funktionen verfolgten.
W. W. Stepanow verwendete den Abstandsbegriff
{\displaystyle \|f-g\|:=\sup _{x\in \mathbb {R} }\left({\frac {1}{L}}\int _{x}^{x+L}|f(t)-g(t)|^{p}\,\mathrm {d} t\right)^{\frac {1}{p}}},
wobei {\displaystyle 1\leq p<\infty } und {\displaystyle L>0}.
H. Weyl verwendete diesen Abstandsbegriff für den Grenzfall {\displaystyle L\to \infty }.
Schließlich soll noch der Ansatz von A. S. Besikowitsch erwähnt werden, er legte den Abstandsbegriff
{\displaystyle \|f-g\|:=\limsup _{L\to \infty }\left({\frac {1}{2L}}\int _{-L}^{L}|f(t)-g(t)|^{p}\,\mathrm {d} t\right)^{\frac {1}{p}}}
zu Grunde.